# Johannes Osten
Johannes Franciskus Osten (Batavia, 14 september 1879 — Den Haag, 27 maart 1965) was een Nederlands schermer en militair.
Osten nam deel aan de Olympische Zomerspelen van 1906 en won daar met het Nederlands team (verder bestaande uit James Melvill van Carnbée, George van Rossem en Maurits van Löben Sels) op het onderdeel sabel een bronzen medaille.
Hij was officier bij de marine en bereikte de rang van viceadmiraal. Hij was commandant van de Nederlands marine in Nederlands-Indië van 1931 tot 1934. Hij diende op de Hr. Ms. De Zeven Provinciën en kreeg te maken met een staking gevolgd door muiterij. Deze werd beëindigd door het schip te bombarderen. Dit veroorzaakte veel ophef en leidde tot de val van het Kabinet-Ruijs de Beerenbrouck III. Tijdens de Tweede Wereldoorlog nam Osten deel aan het verzet en werd gevangengezet door de Duitsers.
Johannes Osten was de vader van Engelandvaarder John Osten.